# Historie (tidsskrift)
 For alternative betydninger, se Historie (flertydig). (Se også artikler, som begynder med Historie)
Historie er et dansk tidsskrift for historisk forskning, der udkom for sidste gang i 2009. Tidsskriftet blev startet op i 1866, men endte med at gå sammen med Den jyske Historiker og Nyt fra historien for at danne Temp. Historie var et vigtigt forum for historisk forskning i Danmark. Store dele af bagkataloget er i dag tilgængeligt på portalen tidsskrift.dk.